# Danka Barteková
Danka Barteková (ur. 19 października 1984 r. w Trenczynie) – słowacka strzelczyni sportowa, brązowa medalistka olimpijska z Londynu.
Specjalizuje się w skeecie. Na igrzyskach zadebiutowała podczas igrzysk olimpijskich w Pekinie, zajmując 18. miejsce. Cztery lata później w Londynie zdobyła brązowy medal, pokonując w decydującej rundzie Rosjankę Marinę Bielikową. Na igrzyskach w 2016 roku w Rio de  Janeiro nie przebrnęła kwalifikacji i została sklasyfikowana z wynikiem 64 punktów na 16. pozycji.

## Igrzyska olimpijskie
| Igrzyska | Miejscowość    | Konkurencja | Kwalifikacje | Kwalifikacje | Finał | Finał   |
| Igrzyska | Miejscowość    | Konkurencja | Wynik        | Pozycja      | Wynik | Pozycja |
| -------- | -------------- | ----------- | ------------ | ------------ | ----- | ------- |
| IO 2008  | Pekin          | Skeet       | 67           | 8.           | NQ    | NQ      |
| IO 2012  | Londyn         | Skeet       | 70           | 2. Q         | 90    | brąz    |
| IO 2016  | Rio de Janeiro | Skeet       | 64           | 16.          | NQ    | NQ      |

## Nagrody
- W 2012 roku otrzymała Krištáľové krídlo[5]